# Mighty the Armadillo
Mighty the Armadillo is een antropomorf gordeldier. Hij is een pacifist die zijn kracht en gevechtsvaardigheden enkel gebruikt als er geen andere mogelijkheid is. Hij houdt van reizen, en zijn droom is om alle plaatsen ter wereld eens te bezoeken.
Mighty doet niet mee in de serie Sonic X.